# Andreas Dombrowski
Andreas Dombrowski, avstro-ogrski podčastnik, vojaški pilot in letalski as, * 30. november 1894, Mahrisch-Ostrau.
Feldwebel Dombrowski je v svoji vojaški službi dosegel 6 zračnih zmag.

## Življenjepis
Med prvo svetovno vojno je bil pripadnik Flik 29 in Flik 68J.
4. maja 1918 je moral zasilno pristati, potem ko je bil poškodovan njegov Albatros D.III v boju z Appsom.

## Odlikovanja
- zlata in srebrna medalja za hrabrost